# Gert Jäger
Gert Jäger (* 13. Mai 1935 in Dresden) ist ein deutscher Übersetzungswissenschaftler und Spezialist für Tschechisch und Polnisch. Er lehrte als Universitätsprofessor Übersetzungswissenschaft sowie theoretische und angewandte Sprachwissenschaft an der Universität Leipzig.

## Leben
Nach dem Abitur 1952 studierte Jäger von 1952 bis 1956 Bohemistik, Polonistik, Russistik, Serbokroatistik und Lithuanistik an der Universität Leipzig und legte 1956 die Abschlussprüfung in Tschechisch, Polnisch, Serbokroatisch und Litauisch ab. Nach dem Abschluss arbeitete er ein Jahr als wissenschaftlicher Assistent und von 1957 bis 1959 als Lektor am Dolmetscher-Institut der Universität Leipzig. Von 1959 bis 1962 war er zunächst als wissenschaftlicher Assistent und von 1962 bis 1964 als Oberassistent am Institut für Sprachwissenschaft tätig. Von 1964 bis 1969 war er am Dolmetscher-Institut mit der Dozentur der Slawischen Sprachwissenschaft beauftragt und von 1969 bis 1973 in der Sektion Theoretische und angewandte Sprachwissenschaft. 1963 promovierte er zum Dr. phil. in Allgemeiner und Slawischer Sprachwissenschaft und 1973 zum Dr. sc. phil in Übersetzungswissenschaft an der Universität Leipzig. Von 1973 bis 1992 übernahm er die Professur der Übersetzungswissenschaft an der Universität Leipzig.

## Werk
Die Leipziger Schule gilt mit der ersten wissenschaftlichen Konferenz zu Grundfragen der Übersetzungswissenschaft 1965 als begründet. Mit den Arbeiten ihrer ‚klassischen’ Repräsentanten Gert Jäger, Otto Kade und Albrecht Neubert hat sie in ihrer Blütezeit zwischen 1964 und 1988 die Übersetzungswissenschaft maßgeblich geprägt und manche grundlegenden Fragen aufgeworfen, die heute noch die wissenschaftliche Diskussion in der Translationswissenschaft beschäftigen.

## Publikationen (Auswahl)
- Elemente einer Theorie der bilingualen Translation. In Grundfragen der Übersetzungswissenschaft, Leipzig 1968
- Zur Klassifizierung komplexer Sätze im Tschechischen und Polnischen. Halle, Niemeyer, 1968.
- Translation und Translationslinguistik. Halle, Niemeyer 1975
- Kommunikative und funktionelle Äquivalenz. In Linguistische Arbeitsberichte, Leipzig 1973
- Translation und Adaptation. In Linguistische Arbeitsberichte, Leipzig 1980
- Die sprachliche Bedeutung – das zentrale Problem bei der Translation und ihrer wissenschaftlichen Beschreibung. In Übersetzungswissenschaftliche Beiträge, Leipzig 1980